# Thyreus delumbatus
Thyreus delumbatus är en biart som först beskrevs av Joseph Vachal 1903.  Thyreus delumbatus ingår i släktet Thyreus och familjen långtungebin. Inga underarter finns listade i Catalogue of Life.